# Curtiss-Wright CW-22
Le Curtiss-Wright CW-22 (autre désignation : SNC-1 Falcon) est un avion d'entraînement et de reconnaissance américain en configuration aile basse, avec un train d'atterrissage classique - escamotable en vol construit par Curtiss-Wright durant la Seconde Guerre mondiale. 

## Développement

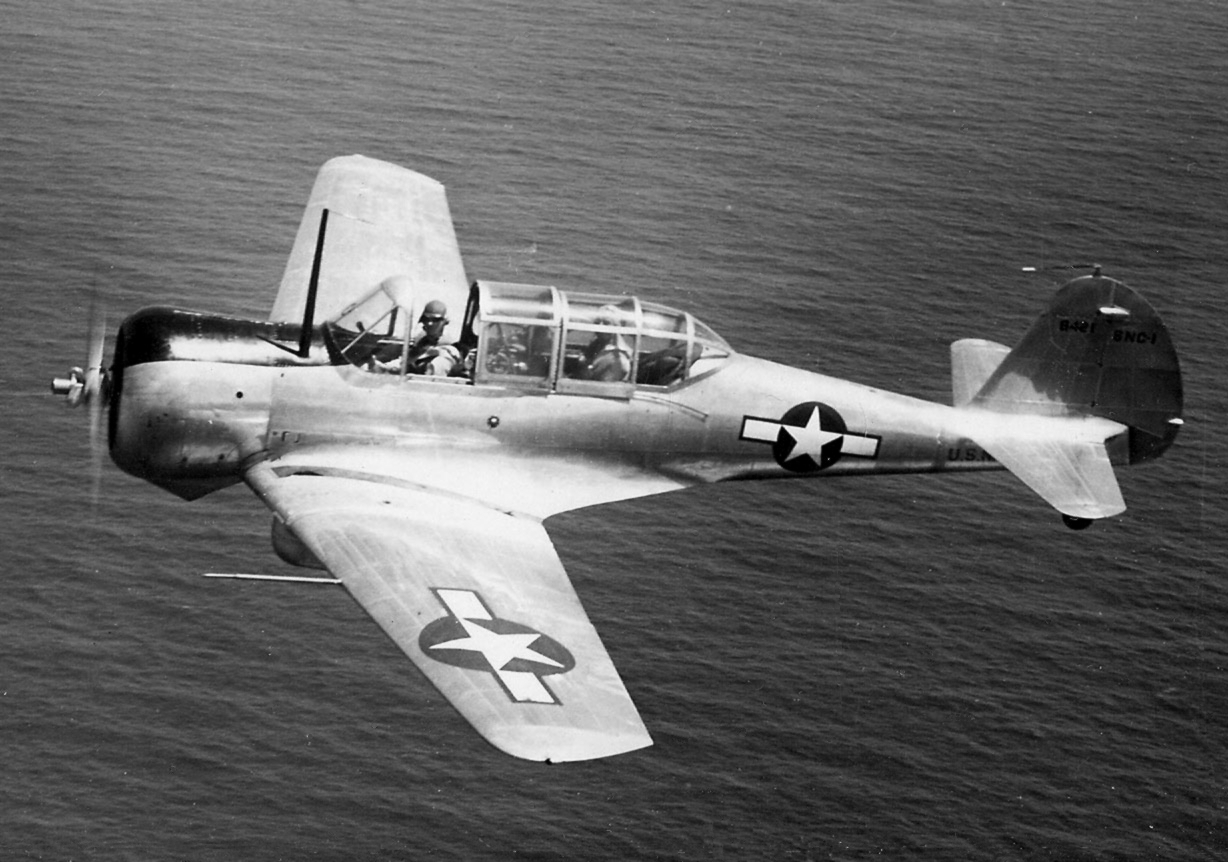
Un SNC-1 de l'US Navy en vol au large de Porto Rico en 1943.

Le Curtiss-Wright CW-22 a été développé sur la base de deux autres avions du constructeur aéronautique : le CW-19 et - surtout - l'avion de chasse Curtiss-Wright CW-21. Comparé à ce dernier, qui était une machine de chasse, le CW-22 avait un moteur moins puissant, avait des dimensions légèrement différentes et n'avait pas d'armement embarqué (dans la version SNC-1). Il est issu du programme qui fut remporté par le North American T-6 Texan.
La structure de l'avion était également entièrement en métal. En cours de production, trois principales versions de développement ont été créées : SNC-1 (version d'entraînement-reconnaissance, non armée, dédiée à l'US Navy), CW-22 (versions avec armes embarquées destinées à l'Aviation militaire de l'armée royale des Indes néerlandaises ) et CW-22B (également une version armée exportées par exemple vers les Pays-Bas ou la Turquie). 
Dans la version SNC-1, la motorisation était assuré par un Wright R-975 Whirlwind (en) de 420 CV. La longueur de l'avion était de 8,23 mètres avec une envergure de 10,67 mètres. La vitesse maximale est de 320 km/h et l'autonomie était d'environ 1250 kilomètres.

## Historique
Le vol du prototype eut lieu en 1940, et l'engin entra en ligne en 1942. Environ 440 machines de ce type ont été construites au cours de la production en série à l'usine de Saint-Louis (Missouri). 
Les CW-22 néerlandais a pris une part très limitée aux combats contre l'invasion de l'empire du Japon en 1941-1942 au début de la guerre du Pacifique. Des CW-22b sont employés également par les United States Army Air Forces.

## Versions
- CW-A22 Falcon : prototype (immatriculation civile NC18067)
- CW-22 : version armée destiné à l'Aviation militaire de l'armée royale des Indes néerlandaises, 36 construits.
- CW-22B : version armée amélioré, environ 100 construits.
- SNC-1 Falcon (CW-22N) : désignation de la United States Navy pour le CW-22N, 305 construits (BuNo 6290-6439, 05085-05234, 32987-32991).